# Magatzem dels germans Peris Puig
El Magatzem dels germans Peris Puig (també conegut com la Cotonera) és un edifici d'estil modernista construït l'any 1912, obra de l'arquitecte Emilio Ferrer Gisbert. És al carrer Guadassuar número 2 d'Alzira (la Ribera Alta, País Valencià), en el raval de l'estació, dins d'un petit nucli industrial que sorgeix arran de la construcció de la via de ferrocarril, el 1852, i que creix autònomament a l'altra riba del Xúquer, aliè al desenvolupament urbà del nucli històric. El magatzem consisteix en una gran nau prevista per a treballs de confecció i magatzem de la taronja. Aquest ús no es va perllongar durant molt temps, ja que a la fi dels anys vint, va canviar el seu programa pel d'una fàbrica de cotó. Posteriorment quedà abandonat, amb el que la seua deterioració va anar en augment. Afortunadament, ja en la dècada dels noranta, l'edifici ha estat recuperat i restaurat per una casa de restaurants.

## Arquitectura
El plantejament de l'obra consisteix en un espai de planta rectangular amb coberta de dues aigües, amb accessos centrats en les quatre façanes, sent els testers el que assumeixen el rang de façana principal.
Aquestes dues façanes són idèntiques, i la seua composició segueix paràmetres basats en la simetria central, amb una porta principal d'accés de gran proporció rematada amb un arc de mig punt flanquejada per dues pilastres que emergeixen del llenç de la façana rematades amb pinacles. A mitjana altura es disposen dues línies d'imposta motllurades que emmarquen una sèrie de finestres, en les quals predomina la dimensió vertical, que recorren tot el perímetre del magatzem, de manera que resolen la il·luminació de l'interior i constitueixen un potent element estructurador de la façana amb un interessant diàleg entre elements massissos i buits. Les façanes principals queden emmarcades amb frontons de vessants escalonats i pilastras coronades amb pinacles en els extrems laterals de la façana.
En la façana lateral, la composició està marcada per una repetició modular d'elements, que imprimeix un ritme marcat, amb una successió de pilastres que emergeixen del plànol de façana, convertides en columnes entre les impostes que delimiten les sèries de finestres i rematades amb pinacles, que separen de tres en tres els buits del cos superior. Al seu torn, cada quatre pilastres, apareix una rematada amb una gàrgola de forma animal. Aquest ritme compositiu origina una façana molt dinàmica, amb una successió d'elements significatius com els pinacles i les gàrgolas, i amb una contraposició de volums i ombres marcat per les pilastres, les cornises i els buits; que produeix resultats molt interessants.
L'obra està resolta en la seua pràctica totalitat amb el maó, encara que s'utilitza la pedra per a definir el sòcol i el ciment treballat en motlle per a resoldre els detalls d'ornamentació, com motllures, columnes, pinacles i gàrgoles. La coberta està resolta amb gelosies totalment metàl·liques i teula plana policromada com material de cobriment.
L'adscripció al modernisme d'aquesta obra es posa de manifest pel tractament global de les seues formes i textures, en les quals les formes vegetals i, particularment, la figura de la taronja, es revelen en el tractament de l'ornamentació: els frisos ceràmics de les pilastres, les motllures dels capitells, l'arrencada dels pinacles, els buits de les rosasses i els detalls de forja.